# Musca lothari
Musca lothari är en tvåvingeart som beskrevs av Zielke 1974. Musca lothari ingår i släktet Musca och familjen husflugor.
Artens utbredningsområde är Kenya. Inga underarter finns listade i Catalogue of Life.